# Theo Lück

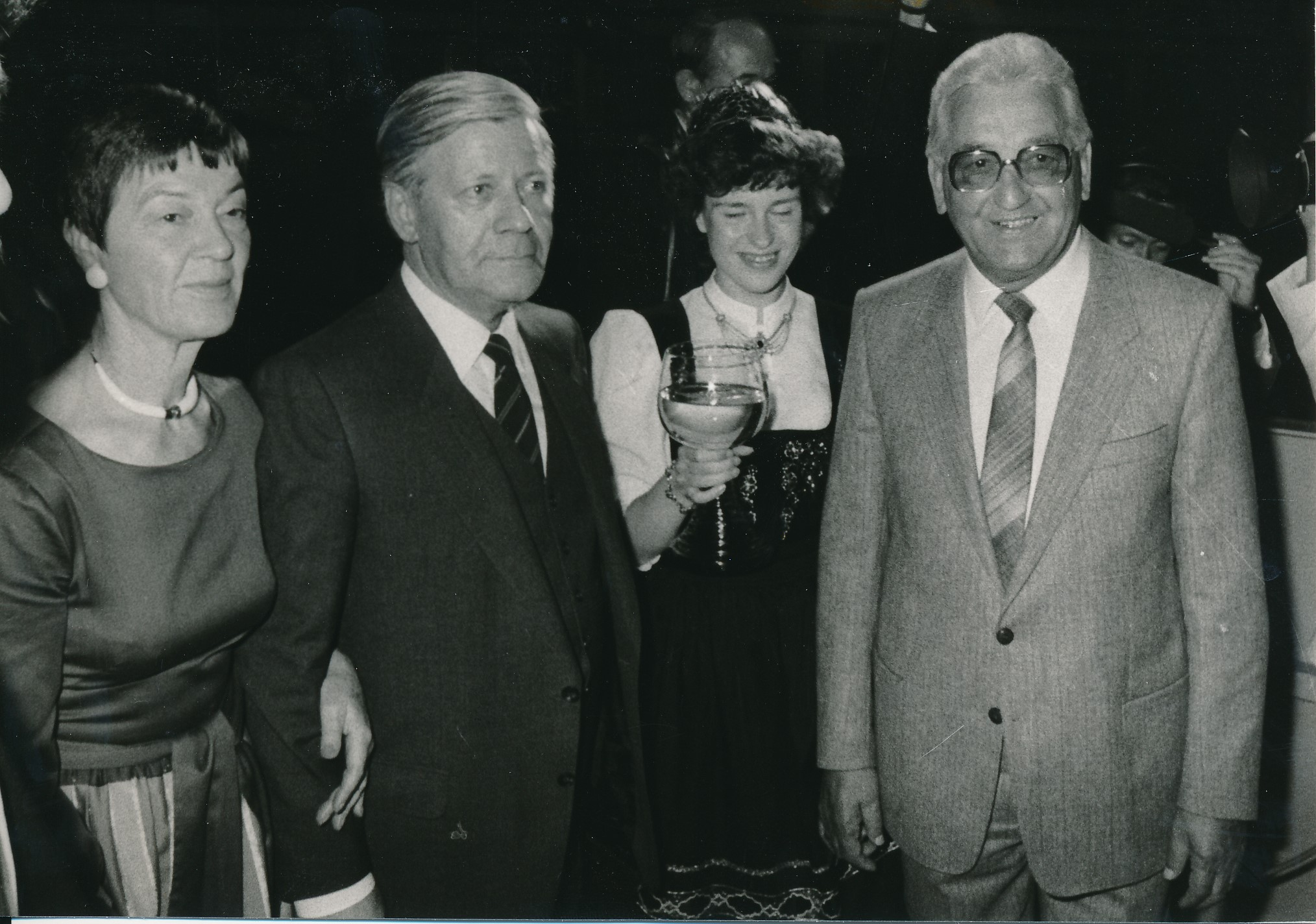
Theo Lück mit Helmut und Loki Schmidt

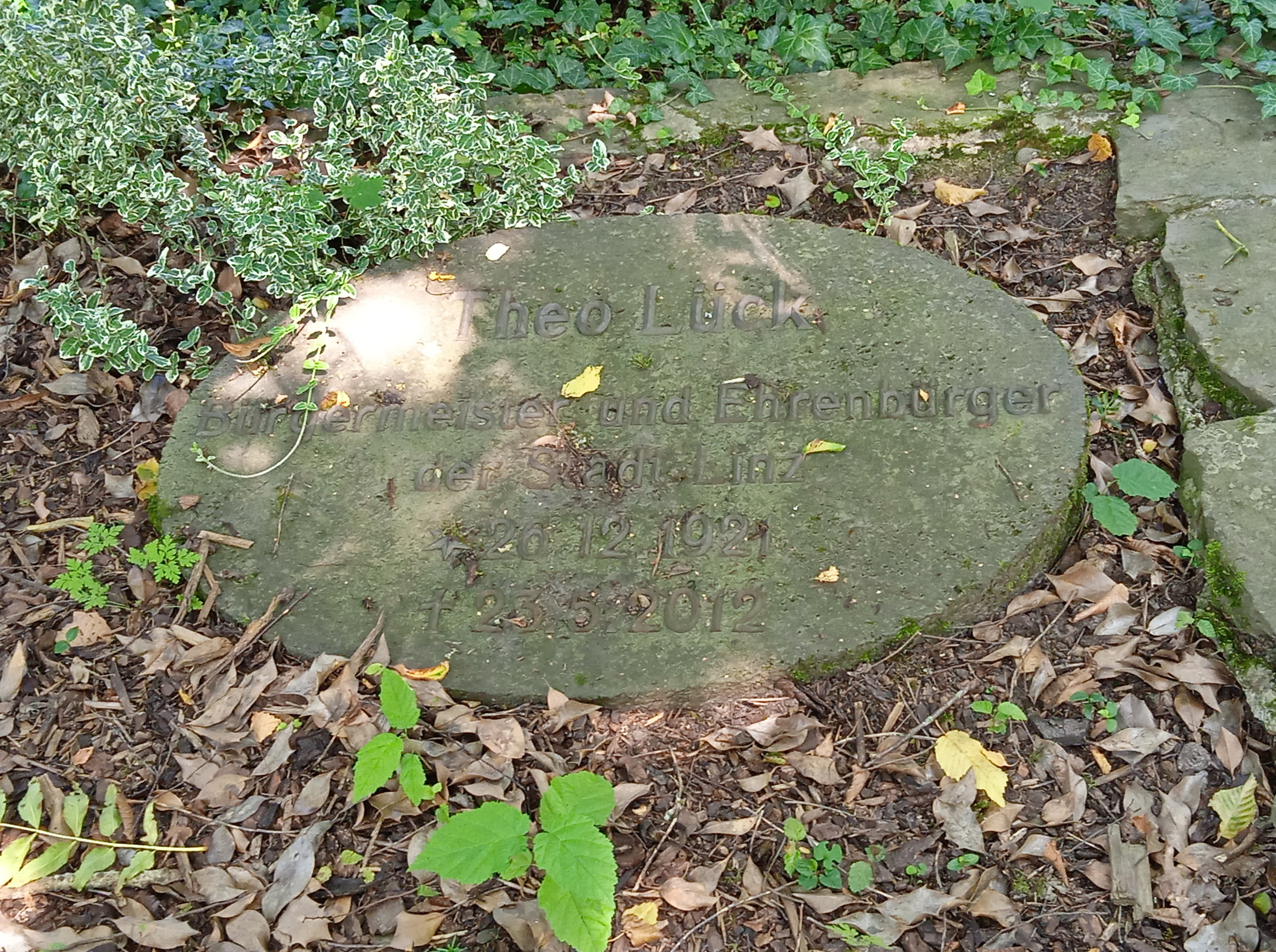
Grabstein von Theo Lück auf dem Linzer Waldfriedhof

Theo Lück (* 26. Dezember 1921 in Köln; † 23. Mai 2012 in Linz am Rhein) war ein deutscher Politiker (SPD).

## Kommunalpolitik
Lück gehörte von 1948 bis 1994 dem Stadtrat Linz am Rhein an. Von 1969 bis 1972 war er Erster Beigeordneter, von 1972 bis 1974 und von 1979 bis 1989 ehrenamtlicher Stadtbürgermeister von Linz am Rhein. 1984 trat er aus der SPD aus und einer in Linz neu entstandenen Freien Wählergruppe bei. Von 1970 bis 1994 gehörte er zudem dem Verbandsgemeinderat Linz am Rhein an und war von 1994 bis 1999 Beigeordneter der Verbandsgemeinde Linz am Rhein.
Er wurde erstmals 1952 zum Mitglied des Neuwieder Kreistages gewählt, dem er – mit einer kurzen Unterbrechung – 47 Jahre lang angehörte.

## Landtag
Lück war von 1967 bis 1983 Mitglied des Rheinland-Pfälzischen Landtages. Hier war er Mitglied des Innenausschusses, des Ausschusses für Landwirtschaft, Weinbau und Umwelt, des Petitionsausschusses sowie verschiedener anderer Gremien.

## Ehrungen
- Bundesverdienstkreuz am Bande
- Ehrenbürger der Stadt Linz am Rhein, 1995